# Доброва-Ядринцева, Лидия Николаевна
Ли́дия Никола́евна Добро́ва-Я́дринцева (в браке Зло́бина; 1885—1942) — социалист-революционер, этнограф, историк.

## Биография
Родилась в Санкт-Петербурге. Была слушательницей высших женских курсов Герье.
Обвинялась в соучастии в покушении на убийство московского градоначальника генерала-майора А. А. Рейнбота.
Работала в журналах «Восточное обозрение» и «Сибирская жизнь», газете «Сибирские огни».
Занималась изучением материальной и бытовой культуры, обычаев и обрядов коренного населения Туруханского края — кетов.

## Родственники
- Отец — Николай Михайлович Ядринцев.
- Мать — Аделаида Фёдоровна Ядринцева, урождённая Баркова.
- Муж — Павел Владимирович Злобин,
  - Сын — Степан Павлович Злобин
  - Дочь — Вера Павловна Злобина

## Книги и публикации
- Доброва-Ядринцева Л. Туземцы Туруханского края, Ново-Николаевск, 1924.
- Доброва-Ядринцева Л. Советская власть на туземных окраинах сибирского севера. // Сибирские огни. 1927, № 6 (нояб./дек.) — С. 140—156
- Шнейдер А. Р.‚ Доброва-Ядринцева Л. И. Население Сибирского края. (Русские и туземцы). Новосибирск: Сибкрайиздат, 1928. (Л. И. Добровой-Ядринцевой принадлежат главы II и IV).